# FIBA Europe
FIBA Europe er den europæiske zone i basketballforbundet FIBA, og udgøres af de nationale basketballforbund i Europa. Pr. juli 2010 er der 51 medlemslande.
FIBA Europe står for afvikling af de europæiske mesterskaber (EM) for mænd og kvinder, der har slutrunde hvert andet år. Derudover afholder organisationen ungdomsmesterskaber for U20, U18 og U16 samt en række turneringer for U14 og U12.

## Klubturneringer
På klubplan har FIBA Europe på mandesiden tidligere stået for mesterholdenes turnering i Europa, den daværende FIBA European Champions Cup. I 2000 brød ULEB, organisationen for professionelle ligaer i Europa, med FIBA og arrangerede sin egen turnering, kaldet Euroleague, som startede i sæsonen 2000-2001. Fra 2005 har FIBA Europe sanktioneret Euroleague som den øverste turnering i europæisk klubbasketball. FIBA Europe står for den lavere rangerende EuroChallenge, som giver mulighed for kvalifikation til Euroleague.
På kvindesiden står FIBA Europe for både den højest rangerede turnering, Euroleague Women, og den lavere rangerede EuroCup Women.